# Frank Capra
Frank Russell Capra, nato Francesco Rosario Capra (Bisacquino, 18 maggio 1897 – La Quinta, 3 settembre 1991), è stato un regista, sceneggiatore e produttore cinematografico italiano naturalizzato statunitense.
È stato uno dei registi più importanti dell'epoca d'oro di Hollywood, fra gli anni trenta e gli anni quaranta, autore di alcuni film memorabili, commedie e apologhi morali, caratterizzati da tanto ottimismo, capaci di divertire e insieme commuovere il pubblico.
Esempio perfetto del self made man, umile emigrante diventato celebrità internazionale, «un'ispirazione per chi crede nel sogno americano» (John Ford), è stato il massimo cantore dell'american way of life, ma anche un mitografo, perché con il suo cinema non ha solo interpretato e rappresentato lo spirito dei tempi, ma ha anche contribuito in maniera determinante a produrre e plasmare una mitologia sociale, un immaginario collettivo popolare: in questo senso, l'artista del Novecento a lui più vicino è Walt Disney.
Fra le sue inimitabili commedie, si ricordano in particolare l"on the road" Accadde una notte (1934), la "trilogia sociale" È arrivata la felicità (1936), Mr. Smith va a Washington (1939), Arriva John Doe (1941), oltre a L'eterna illusione (1938), la commedia nera Arsenico e vecchi merletti (1944) e La vita è meravigliosa (1946), «favola natalizia per eccellenza».

## Biografia

### Gli inizi
Raramente, nella sua opera, si trovano riferimenti alla sua origine italiana, un elemento che sembra non essere stato determinante per la sua formazione artistico-culturale, anche perché emigrò dall'Italia alla giovane età di 5 anni, senza avere probabilmente molti ricordi del periodo. Una volta affermò: «Quando partimmo da Palermo e arrivammo nell'oceano aperto, era una cosa così meravigliosa che tutta la memoria precedente era scomparsa. Quello è il momento originario. Da lì parte la mia memoria». Saranno poi soprattutto gli "italiani" di terza generazione, i protagonisti della New Hollywood degli anni settanta quali Martin Scorsese e Francis Ford Coppola, a riscoprire le proprie radici.
Negli anni trenta il regime fascista non si fece sfuggire l'occasione d'esaltarlo come "il più grande regista italiano", uno dei maggiori successi nazionali nel mondo. Nel suo paesino natìo, in provincia di Palermo, Capra avrà modo di ritornare il 29 aprile del 1977, quando s'era ormai ritirato a vita privata, occasione in cui parve riconciliarsi con le sue radici, dichiarando, in un italiano stentato, alla popolazione cittadina che lo accolse festante: «Io ho lavorato sodo e ho avuto successo, ma il maggiore successo è quello vostro quando vi sentite vicini alla terra e a Dio».
(James Stewart nel 1982, alla serata in onore di Frank Capra organizzata dall'American Film Institute)
Capra nacque a Bisacquino, in provincia di Palermo, il 18 maggio del 1897, ultimogenito dei sette figli di Salvatore Capra, un fruttivendolo, e di Rosaria "Serah" Nicolosi. All'età di cinque anni emigrò con la famiglia negli Stati Uniti, dove si stabilì nella West Side della città di Los Angeles (in California), all'epoca una specie di ghetto italiano, a detta dello stesso Capra, ed oggi facente parte della Chinatown cittadina. 
A causa delle precarie condizioni economiche in cui versava la famiglia, il futuro regista fu costretto a lavorare come "strillone" (ragazzino che, appostato agli angoli delle strade, vendeva i giornali ai passanti) per le strade del proprio quartiere sin dall'età di dieci anni. Una volta diplomatosi però, anziché andare a lavorare come avrebbero voluto i genitori, scelse di continuare gli studi, riuscendo a entrare alla facoltà d'ingegneria chimica presso il Throop Institute (il futuro California Institute of Technology); si mantenne agli studi con numerosi lavoretti presso lo stesso istituto (come svolgere il servizio di lavanderia del campus, servire ai tavoli della mensa e pulire le attrezzature scientifiche), ed infine conseguì la laurea nella primavera del 1918.. 
Quasi subito dopo, venne coscritto nelle file dell'esercito statunitense, nel quale ricoprì il grado di secondo tenente dopo aver superato l'addestramento del Reserve Officers' Training Corps (ROTC), ma ne venne poi congedato per motivi di salute (aveva infatti contratto l'influenza spagnola) nel 1920; nel corso di quello stesso anno però ebbe modo di conseguire la cittadinanza statunitense, a seguito di cui assunse di conseguenza il nuovo nome legale di "Frank Russell Capra". Al suo rientro a casa, pur avendo un titolo di studio superiore, risultava l'unico della sua famiglia a non riuscire a trovarsi un lavoro stabile; suo padre era deceduto per un incidente sul lavoro soltanto l'anno precedente al proprio congedo e, essendogli stato poi diagnosticata un'appendicite, si ritrovò per sua somma frustrazione costretto a letto sia per la malattia (all'epoca imperante in diversi Paesi del mondo), sia per il periodo di degenza obbligatoria per via dell'operazione.
Ripresosi poi del tutto, decise di trasferirsi a San Francisco in cerca di offerte di lavoro migliori, ma riuscì a rimediare soltanto lavori precari e malpagati (come il bracciante a cottimo, la comparsa, il giocatore di poker itinerante, il venditore porta a porta di libri, ecc.). Non potendosi nemmeno permettere un alloggio tutto suo, si ritrovava costretto a dormire in svariate pensioni e alberghetti cittadini d'infimo ordine.. 

#### 1922-1926: l'apprendistato di un mestiere
L'incontro col cinema fu alquanto fortuito tutto sommato. Nel 1922, dopo aver compiuto limitate esperienze di aiuto-regia non accreditate presso diverse piccole produzioni locali, si propose come regista a Walter Montague, produttore dei Fireside Studios, dirigendo il cortometraggio Fultah Fisher's Boarding House.
Negli anni successivi, Capra ricoprì il ruolo di tuttofare del set (jack-of-all-trades), svolgendo gli incarichi più disparati (impiegato in un laboratorio di sviluppo e stampa, montatore, trovarobe, ecc.), fino a diventare battutista e poi sceneggiatore per la serie comica di Simpatiche canaglie (Our Gangs), prodotta da Hal Roach.
Cominciò la propria formazione come regista sotto Mack Sennett, alla Keystone, quindi lavorò alla First National con il comico Harry Langdon, per il quale diresse La grande sparata (1926), la sua prima regia di un lungometraggio, e Le sue ultime mutandine (1927). Si trattò di un sodalizio professionale proficuo, ma di breve durata, a causa di divergenze artistiche e ambizioni personali: Capra voleva che il personaggio interpretato da Langdon restasse, come in questi primi film, un eterno ragazzo (prototipo di quella che sarà poi la "maschera" ricorrente dei film maggiori del regista, il Mr. Deeds o Smith di turno); Langdon puntava invece a evolvere verso una comicità anarchica sul genere di W.C. Fields e, convinto di poter competere allo stesso livello dei già affermati Chaplin e Keaton, pensava di poter fare a meno di Capra e dirigersi da solo. In realtà, per lui l'apice della carriera era già stato raggiunto e lo attendevano solo insuccessi e declino.

#### 1927-1928: l'arrivo alla Columbia e i b-movie
Dopo aver girato un ultimo film per la First National, Per l'amore di Mike (1927), Capra approdò alla Columbia e fu un incontro perfetto, destinato a lasciare il segno nella storia del cinema. Entrambe le parti ne ricavarono la massima soddisfazione: la Columbia, in cerca di affermazione su un mercato dominato dalle "Big Five" (MGM, Warner Bros., Paramount, 20th Century Fox, RKO), concesse a Capra, in cerca di una legittimazione professionale, un'autonomia impossibile da ottenere in una delle major, e ne ottenne una serie di film che costavano poco, con l'unica eccezione dell'esotico Orizzonte perduto (1937), dal budget superiore ai 2 milioni di dollari, che resero molto e furono fra i maggiori successi cinematografici degli anni trenta; Capra poté raggiungere la piena maturità registica e poi conquistare la fama e la consacrazione definitiva, rappresentata dai tre Premi Oscar al miglior regista nel giro di cinque anni (1935, 1937, 1939).
Il cantante di jazz, uscito nelle sale nell'ottobre del 1927, segnò l'inizio di un passaggio epocale per il cinema. Una così radicale evoluzione di un mezzo espressivo dall'ancor breve storia, in casuale concomitanza con l'avvento della grande Crisi, fece molte vittime fra i protagonisti del cinema delle origini, travolti dall'inarrestabile progresso tecnologico, mentre per Frank Capra, all'epoca non ancora maturo né affermato, si rivelò una grande occasione per dimostrare le proprie capacità registiche. Così scriverà poi nella sua autobiografia: «Il sonoro non mi spaventava, soprattutto perché, paradossalmente, quello che conosci bene non ti spaventa, ma non ti può spaventare neanche quello che non conosci per niente».
Prima di arrivare a quel punto, però, Capra percorse il suo cursus honorum hollywoodiano, una tappa alla volta. Dopo le comiche seriali, fu la volta dei b-movie (in senso produttivo, non qualitativo). Fra il 1927 e il 1928 girò addirittura sette film (da That Certain Thing a Il potere della stampa), a ritmo serratissimo (sei settimane per ogni film: due per scriverlo, due per girarlo e due per montarlo), acquisendo in questo modo l'abitudine all'assoluto rispetto dei tempi e budget a disposizione: «Lavorare con poco, e il rapporto con la gente, mi hanno fatto crescere. Se hai tutto, è facile. Ma se hai poco, è una lezione di vita. Nessuno dei miei film ha superato il budget previsto. Perché ero abituato al poco».
Girò una trilogia d'avventura incentrata sul progresso tecnologico, Femmine del mare (1928), Diavoli volanti (1929) e Dirigibile (1931), tre variazioni sullo stesso tema (un'amicizia maschile messa in crisi dall'elemento femminile, un evento catastrofico legato di volta in volta a un mezzo della modernità), con la stessa coppia di personaggi e interpreti (il giovane Ralph Graves e il maturo Jack Holt).
Il primo esperimento con il sonoro fu l'ibrido La nuova generazione (1929), saga familiare ambientata nel Lower East Side di New York, con alcune parti mute, altre con sonoro in presa diretta o post-sonorizzate, mentre il primo film sonoro a tutti gli effetti fu la modesta detective story L'affare Donovan (1929).

### La maturità

#### Barbara Stanwyck e l'ingresso nel grande cinema
La fase di transizione verso la maturità è rappresentata dai film interpretati da Barbara Stanwyck, la prima vera star del cinema di Capra: Femmine di lusso (1930), La donna del miracolo (1931), Proibito (1932), presentato con successo alla prima edizione della Mostra del cinema di Venezia, nonché l'esotico L'amaro tè del generale Yen (1933), un insuccesso commerciale ma anche uno dei titoli più sentiti dal regista. Gli ultimi due sono stilisticamente piuttosto diversi dal Capra successivo e più conosciuto, in quanto risentono della competizione della Stanwyck con Marlene Dietrich e dell'imitazione dello stile di Josef von Sternberg (in particolare di Venere bionda e Shanghai Express). A questo periodo appartiene anche La donna di platino (1931), commedia che impose come attrice brillante la bomba sexy Jean Harlow.

#### Gli anni trenta e la consacrazione

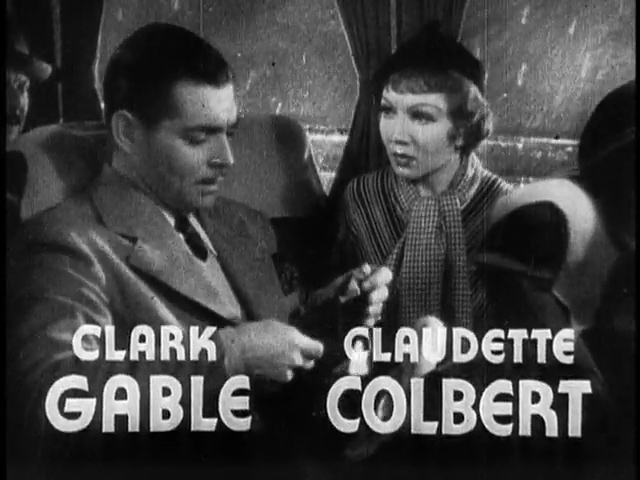
Accadde una notte, il film della consacrazione

Dopo aver realizzato gli apprezzati La follia della metropoli (1932) e Signora per un giorno (1933), il secondo dei quali gli valse la prima candidatura all'Oscar come migliore regista, il 1934 segnò la svolta decisiva della sua carriera: Accadde una notte, uno dei prototipi della screwball comedy, si rivelò uno straordinario, inaspettato successo, fu il primo film a conquistare i cinque Oscar maggiori (miglior film, miglior regia, miglior sceneggiatura, miglior attore protagonista e miglior attrice protagonista) e lo trasformò in uno dei registi più importanti di Hollywood.
Fu l'inizio di un periodo d'oro per Capra, che nei suoi film riuscì a rappresentare come nessun altro quel complicato decennio caratterizzato dalla Grande crisi, ma anche dal New Deal di Franklin D. Roosevelt, vissuto dalla gente con disperazione ma anche speranza, fra conflitti e solidarietà, e riesce a raggiungere il cuore del pubblico. I cinque film girati tra il 1936 e il 1941, da È arrivata la felicità a Arriva John Doe, ottennero complessivamente trentuno candidature e sei premi Oscar e furono regolarmente dei successi commerciali: Mr. Smith va a Washington (1939), per esempio, fu il secondo incasso dell'anno negli Stati Uniti.
La posizione di rilievo raggiunta nell'ambiente cinematografico americano è testimoniata anche dal riconoscimento ottenuto all'interno delle associazioni di categoria: ricoprì la carica di presidente della Motion Picture Academy dal 1935 al 1939, mentre dal 1939 al 1941 quella della Screen Directors Guild. In questa seconda veste guidò le rivendicazioni dei registi, per il riconoscimento del loro ruolo centrale nel processo produttivo. In una lettera aperta al New York Times, scrisse che «il 90 per cento [dei registi] non ha voce in capitolo né sul soggetto, né sul montaggio» e che solo una mezza dozzina ha una vera autonomia. La minaccia di sciopero da parte dei registi ottenne solo di sancire informalmente l'esistenza di un gruppo di "privilegiati" registi-produttori limitato a una trentina di nomi illustri (DeMille, Lubitsch, Vidor, Ford, Hawks, Cukor, ecc.).
All'inizio del nuovo decennio, la "piccola" Columbia appariva ormai non più all'altezza delle ambizioni di Capra che, a partire da Arriva John Doe, sperimentò la produzione indipendente: insieme a Robert Riskin, suo sceneggiatore di fiducia, fondò la Frank Capra Productions e strinse un accordo per la distribuzione del film con la Warner Bros.

### La seconda guerra mondiale e la serieWhy We Fight
Gli anni della seconda guerra mondiale segnano una netta cesura nella carriera di Capra, con l'unica parentesi di Arsenico e vecchi merletti (1944), tratto da una pièce teatrale di Joseph Kesselring, un lavoro di mestiere, poco "capriano".

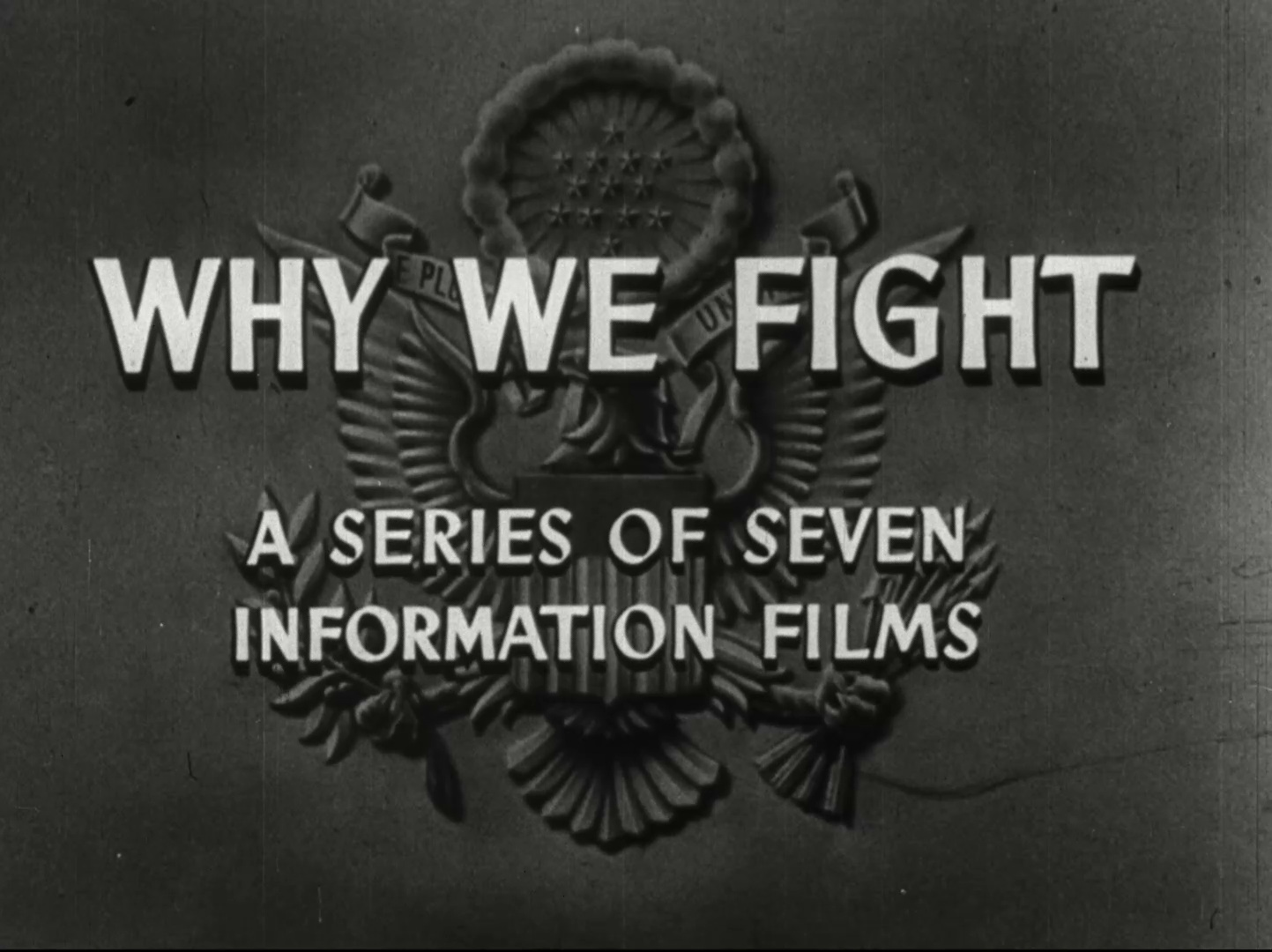
L'impegno bellico con la serie Why We Fight

Tra il 1942 e il 1945 si arruolò nell'esercito degli Stati Uniti, su invito del Capo di Stato Maggiore, il generale George C. Marshall, per coordinare la propaganda bellica attraverso il cinema. Per conto del Dipartimento della Difesa supervisionò la realizzazione della serie di documentari divulgativi Why We Fight (ovvero "Perché combattiamo"), rivolti in primo luogo a informare le giovani reclute sulle cause della guerra a cui erano chiamate a partecipare:
Pur trattandosi principalmente di un lavoro di montaggio di materiale di repertorio, il primo episodio della serie, Preludio alla guerra, ottenne nel 1943 l'Oscar al miglior documentario, a pari merito con altre tre opere analoghe, fra cui The Battle of Midway di John Ford.

### Il dopoguerra, la televisione e il declino
Nel mondo in trasformazione del dopoguerra, Capra sembrava troppo attaccato a uno stile ormai superato. Al suo declino professionale contribuirono il venir meno della vena creativa e le difficoltà dell'indipendenza produttiva, in un sistema ostile a simili esperienze. La Liberty Films, fondata nel 1945 insieme all'ex produttore capo della Columbia Samuel J. Briskin e ai colleghi registi William Wyler e George Stevens, ebbe una vita molto breve, già nel 1947 venne ceduta alla Paramount Pictures a causa dell'insuccesso del film La vita è meravigliosa (1946) che, insieme al successivo Lo stato dell'Unione (1948), rappresenta una sorta di testamento spirituale per Capra.
In seguito, mentre al cinema si limitava a riproporre stancamente sé stesso (è uno di quei casi più unici che rari di un regista che realizza in prima persona alcuni remake dei propri film, come La gioia della vita del 1950 da Strettamente confidenziale del 1934, e Angeli con la pistola del 1961 da Signora per un giorno del 1933), fu uno dei primi grandi di Hollywood a sperimentare la televisione. Fra il 1956 e il 1958 realizzò una serie di documentari didattici a carattere scientifico per la Bell System (Our Mr. Sun, Hemo the Magnificent, The Strange Case of the Cosmic Rays, The Unchained Goddess).
Fu proprio il nuovo medium a "uccidere" il cinema di Capra, assorbendone temi e codici narrativi, sostituendolo e superandolo come nuovo principale produttore di un immaginario collettivo. Il regista decise quindi di congedarsi e concludere prematuramente la propria carriera cinematografica poco più che sessantenne, ancora al massimo della vitalità. Trascorse il resto della sua vita nel buen retiro californiano di La Quinta, limitandosi a un'attività di conferenziere presso le scuole e in occasione di festival cinematografici.

### Progetti incompiuti
Nel 1934 Capra avrebbe dovuto dirigere per la MGM Soviet, interpretato da Clark Gable e Joan Crawford, la storia di un ingegnere statunitense chiamato in Russia per costruire una diga, che si innamora di una donna molto ideologizzata. Se questo film rimase irrealizzato, in altri casi semplicemente subentrarono registi diversi: William Wyler diresse Vacanze romane (1953) e La legge del Signore (1957), Franklin J. Schaffner L'amaro sapore del potere (1964), Henry Hathaway Il circo e la sua grande avventura (1964), John Sturges Abbandonati nello spazio (1969). Nei primi anni cinquanta si dichiarò disposto a dirigere il Don Camillo poi diretto invece da Julien Duvivier.

## L'ingegnere con la macchina da presa
Nel rapporto di Capra con il cinema è determinante il suo background tecnico e non intellettuale. È pienamente consapevole che i film sono il risultato di un lavoro collettivo, in cui è determinante l'apporto di tutti i collaboratori, e non punta a essere un artista, ma a realizzare prodotti di buona artigianalità, ben realizzati, ma pur sempre "merce" (dell'industria emergente del secolo, quella dell'immagine).

### Il nome sopra il titolo
All'apice del suo successo, a metà degli anni trenta, Frank Capra fu il primo regista a poter vantare "il nome sopra il titolo" (un privilegio concesso in precedenza solamente a due "padri fondatori" dell'arte cinematografica, D.W. Griffith e Cecil B. DeMille, e in modo del tutto episodico) e la cui fama potesse garantire il successo commerciale quanto una star (la Columbia, priva di attori di prima grandezza, era ben disposta a fare del suo regista di punta il primo divo dietro la macchina da presa). Non si tratta di un'affermazione di "autorialità", quanto della rivendicazione di un'autonomia di gestione, di un completo controllo del processo di produzione (dal soggetto al montaggio) e del ruolo di responsabile definitivo, se non unico, del film. Fu una conquista particolarmente sentita, non a caso nel 1971 utilizzerà proprio questa espressione come titolo per la propria autobiografia.
Accettò le regole dello studio system, ma rifiutò le major, perché solo la "piccola" Columbia gli permetteva di soddisfare le proprie esigenze e quando anche lì non fu più possibile esprimere al meglio le proprie ambizioni, perché contrarie alle regole dell'industria, sperimentò, pur all'interno del mercato, modi di produzione diversi: Arriva John Doe fu prodotto autonomamente e poi distribuito dalla Warner; dopo la seconda guerra mondiale fondò la Liberty Films, con la quale produsse il suo ultimo grande film, La vita è meravigliosa, ma fu un'esperienza sfortunata e di breve durata. Per quanto insofferente al sistema, non fu mai trasgressivo, piuttosto una volta arrivato al vertice della professione provò a cambiarlo, dall'interno.

### Stile e tecnica
Se il nome sopra il titolo gli dà una riconoscibilità senza precedenti, lo stesso non può dirsi dello stile, privo di elementi identificativi: Capra focalizza tutto sull'azione, non ha tocchi d'autore, non ha il "Lubitsch touch". Ma ciò non è necessariamente un difetto, anzi è la scelta deliberata di farsi invisibile, di adottare la massima sobrietà nell'uso della tecnica filmica, di aderire alla narrazione e ai codici espressivi dei generi via via affrontati, facendo prevalere la ricerca della realtà su quella del bello. Il montaggio è invisibile, basato solo su raccordi di movimento e dialogo, le battute serrate, le inquadrature mostrano tutte qualcosa senza divagazioni, il flusso dell'azione e dei dialoghi è trascinante e limpido. Varie sono le trovate simboliche di ingegno, come la coperta stesa tra i protagonisti la prima notte che devono dormire insieme in Accadde una notte: da separazione rassicurante a mezzo di comunicazione involontaria quando Claudette Colbert vi appende i propri abiti.
La personalità di Capra regista non si esprime quindi nello stile visivo, ma nei temi trattati e nei personaggi descritti.

### Temi e personaggi
I film maggiori di Capra propongono storie e personaggi simili, in una sorta di progetto unitario, per quanto non continuo, da È arrivata la felicità a Lo stato dell'Unione. Il protagonista è un "little man", un uomo comune, eroe per caso, spesso caratterizzato da una certa goffaggine e timidezza e da qualche innocua eccentricità (a cominciare dal "picchiatello" Longfellow Deeds), che si ritrova a dover combattere da solo per il bene dell'intera comunità, animato da un ingenuo buonsenso, contro le preponderanti forze di un sistema di potere (politico e finanziario) fondato sui disvalori dell'opportunismo, della corruzione e dell'immoralità, e che riesce a prevalere contando sulla propria volontà e sugli affetti suscitati negli altri (la collettività, ma anche una donna ben precisa) con il proprio esempio.

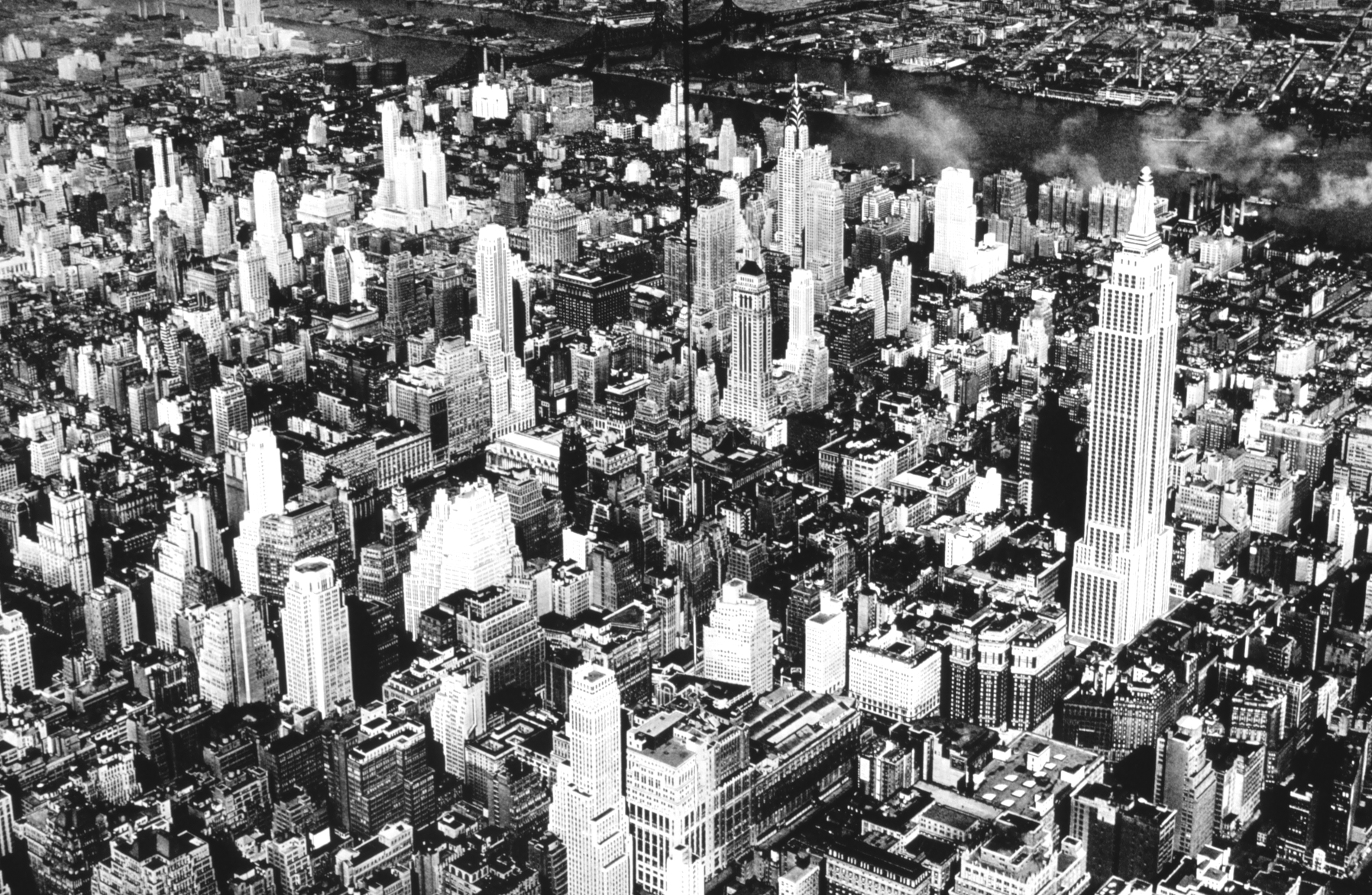
New York negli anni trenta. La metropoli come personaggio antagonista

Una presenza costante è quella dei giornalisti e dell'ambiente della redazione. Per Capra, il giornalismo è una forma di conoscenza, il giornalista è una sorta di detective della società; i giornali mediano la realtà e sono realtà essi stessi, ma non ne viene affatto ignorato il potere diffamatorio, anzi, gli eroi di Capra si scontrano regolarmente con i giornali che ne falsano l'immagine (è il caso tanto del "nuovo ricco" Mr. Deeds quanto del nuovo senatore Mr. Smith che, all'arrivo nella grande città, New York o Washington, pagano cara la propria ingenuità). I giornali non sono solo un forte elemento tematico, ma anche un ricorrente elemento formale: nel lavoro di montaggio, Capra sfrutta titoli e prime pagine a pieno schermo come mezzo efficace per riassumere informazioni e disporre di momenti di interruzione e transizione da una sequenza all'altra.
Mentre i mass media e il mondo della finanza sono in primo piano, è invece completamente assente il mondo del cinema; Hollywood e i suoi variegati abitanti sono un grande rimosso. Sarà invece Preston Sturges, con I dimenticati (1942), a riflettere sul significato del cinema di quegli anni, compreso quello di Capra.

### Poetica
A una prima lettura, i film di Capra sono apologhi ottimisti, che trovano la loro massima espressione in La vita è meravigliosa, ma non si può ridurre il loro senso alla retorica "populista" della commedia a rigoroso lieto fine. Se si va oltre una visione ovvia, superficiale, traspare un mondo più conflittuale, meno rassicurante. Sono messi in scena drammi individuali, familiari e sociali, che non possono essere cancellati dal sorriso o dalla lacrima finali.
Lo schema narrativo tipico di questi film prevede un andamento ascendente, poi a tre quarti circa della durata un picco drammatico negativo, necessario per potere avere infine il ribaltamento che porti a una conclusione positiva. Il dramma è completamente funzionale alla risoluzione finale, ma non ne viene comunque cancellato: malgrado gli happy ending, richiesti più dalle citate convenzioni narrative che dal censorio codice Hays, traspare spesso quindi un pessimismo di fondo.
Pur realizzando delle fiabe moderne, anche con elementi fantastici, Capra è mosso costantemente dall'intento di riprodurre la realtà contemporanea, non di crearne una fantastica, per permettere al pubblico di identificarsi nei personaggi e nelle storie.
Si tratta di un realismo spontaneo, non intellettuale, che fa critica sociale, ma in modo del tutto generico e superficiale, denunciando corruzione e malvagità di singoli individui, ma senza approfondirne davvero le cause.
Per arrivare al pubblico, la via migliore è quella della commedia, perché «Quando la gente si diverte, è più disponibile, crede in te. Non puoi ridere con qualcuno che non ti piace. E quando ridono, cadono le difese, e allora cominciano ad essere interessati a quello che hai da dire, al "messaggio".» Capra comunque rifugge le ideologie, il suo messaggio è semplice, essenziale:

### "American Way of Life"
Difficile poter dire se nasca prima l'immaginario collettivo popolare o i film "populisti" di Capra: il regista si limita a riprodurre e mostrare su grande schermo le immagini e i miti della quotidiana vita piccolo-borghese americana, o dà concretezza ai desideri e alle aspirazioni dell'uomo comune, registra e rappresenta o anticipa e produce la realtà?
Esemplare in questo senso la leggenda urbana riguardo al crollo delle vendite di biancheria intima maschile in seguito alla scena di Accadde una notte in cui Clark Gable si spoglia rivelando di non indossare la canottiera (rappresentando probabilmente una realtà di fatto, non causandola).
In ogni caso, quel che è certo è che il cinema di Capra appartiene al patrimonio condiviso della cultura statunitense e occidentale. Nel suo Romantic Comedy in Hollywood. From Lubitsch to Sturges, James Harvey scrive che Capra, «in molti modi profondi, è nel passato di ciascuno di noi».

## Principali collaboratori
I migliori risultati della carriera di Capra sono frutto del lavoro coordinato di un gruppo ben assortito di professionisti ai vertici dei rispettivi settori di competenza: lo sceneggiatore Robert Riskin, il direttore della fotografia Joseph Walker, gli attori Barbara Stanwyck, Gary Cooper, James Stewart, Jean Arthur.

### Sceneggiatura
Se Jo Swerling è lo sceneggiatore di fiducia di Capra nei suoi primi anni alla Columbia, da Femmine di lusso a Proibito, a firmare i film migliori e più celebri di Capra, quelli del "periodo d'oro" degli anni trenta, è Robert Riskin. Si tratta di un sodalizio professionale fortunatissimo, che ha inizio con La donna del miracolo, adattamento di un testo teatrale di Riskin, e prosegue per il resto della loro carriera, fino alla morte dello sceneggiatore nel 1955. È una collaborazione di così assoluta sintonia intellettuale che è impossibile capire in che misura l'uno abbia influenzato l'altro e viceversa. I detrattori di Capra hanno voluto sottolineare l'importanza di Riskin, in particolare il critico Joseph McBride, in un'impietosa biografia pubblicata solo dopo la morte del regista, ha sostenuto che lo sceneggiatore vada considerato il vero autore del cinema di Capra, il quale invece non ne avrebbe adeguatamente riconosciuto e anzi sminuito l'importanza, nella propria autobiografia.

### Direttore della fotografia
Se Robert Riskin è il "secondo cervello" di Capra, Joseph Walker è l'"occhio", lo sguardo sul mondo attraverso l'obiettivo della macchina da presa. È una collaborazione che dura due decenni e venti film, da That Certain Thing fino a La vita è meravigliosa, con un'interruzione a fine anni trenta causata dalla rottura di Capra con la Columbia. A partire dagli anni cinquanta, Walker si dedicherà con successo alla televisione, diventando uno dei migliori tecnici in circolazione (e inventando, fra l'altro, le prime lenti zoom).
Al suo fedele collaboratore, a cui è accomunato dalla formazione tecnica, Capra non chiede effetti artistici e tocchi d'autore, ma una fotografia discreta, capace di annullarsi, come la regia, a favore della narrazione: «La fotografia più bella è quella che non richiama l'attenzione su se stessa. [...] Una platea non dovrebbe mai accorgersi che un film è stato diretto da un regista e che è stato fotografato da un direttore della fotografia». Lo stile deve quindi sacrificarsi alla funzionalità del plot.

### Interpreti

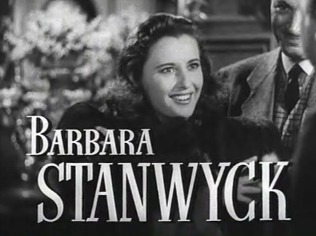
Barbara Stanwyck in Arriva John Doe

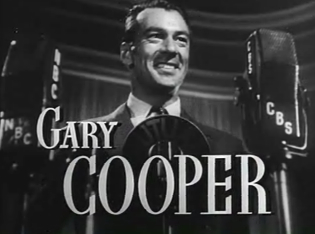
Gary Cooper in Arriva John Doe

La prima star del cinema di Capra è Barbara Stanwyck, la donna del New Deal, attiva, moderna. È lei la protagonista assoluta, grazie a personaggi femminili forti, per quanto ambigui, con partner maschili non all'altezza, mentre dopo il fortunatissimo Accadde una notte, con la coppia perfettamente equilibrata Clark Gable e Claudette Colbert, i personaggi femminili tendono a diventare sempre più secondari rispetto al protagonista maschile, la "maschera" e personaggio-chiave dell'universo capriano, a cui nel "periodo d'oro" danno corpo e volto due star di prima grandezza, James Stewart (tre volte) e Gary Cooper (due volte). La rassicurante Jean Arthur è l'interprete femminile principale in tre occasioni, mentre la Stanwyck tornerà protagonista in Arriva John Doe.
Attorno alle star, esiste tutto un universo di comprimari e caratteristi, necessari per dare veramente vita al film. Fra i non protagonisti, una parte importante hanno gli interpreti dei "grandi vecchi", buoni e cattivi (Lionel Barrymore, Edward Arnold, Walter Connolly, Harry Carey, Claude Rains). Fra i caratteristi, Thomas Mitchell, Raymond Walburn, Guy Kibbee, Walter Brennan. Ci sono poi tutta una serie di volti anonimi, ricorrenti, a formare un unico, multiforme personaggio, la "gente comune".

## L'ottimismo di Capra: considerazioni critiche
Frank Capra, malgrado il successo popolare dei suoi film (o proprio a causa di questo), ha sempre avuto una buona schiera di detrattori, che ne hanno criticato il populismo, lo stucchevole ottimismo, la demagogia paternalistica, il democraticismo superficiale tendente a un atteggiamento reazionario e hanno coniato per il suo cinema il termine "capracorn", in senso dispregiativo. È stato a lungo snobbato dai teorici della cosiddetta "politica degli autori" ed escluso dal novero dei grandi.
Non ha aiutato il fatto che lo stesso Capra accreditasse una lettura conservatrice del suo cinema e della sua vita, recitando un ruolo volutamente naif e legittimando una visione qualunquista dei suoi film, basati sui buoni sentimenti e sulla semplicità. E non è un caso che il presidente repubblicano Ronald Reagan citasse il discorso di È arrivata la felicità per spiegare alla gente il suo programma economico.
Secondo altri critici l'ottimismo di Capra, a una lettura più profonda, ha invece risvolti più disincantati e amari. A ben guardare i suoi happy-ending hanno sempre una facilità troppo ovvia, quasi banale tanto da sembrare ambigui e posticci, come se fosse una scusa per coprire una realtà ben più amara. Le sue storie sono infatti pessimiste fino all'ultima sequenza, quando improvvisamente e senza una logica apparente le cose si capovolgono, in maniera poco verosimile e quasi miracolosa. In Mr. Smith va a Washington ad esempio una banda di politici corrotti, contro la quale il protagonista ha lottato per tutto il film, sembra avere la meglio finché sul finale il capo dei truffatori non decide di confessare spontaneamente le sue colpe. Questo approccio, derivante dal teatro della Grecia antica, con finale risolto col "deus ex machina" potrebbe essere classificato come squisitamente derivante dalla cultura greco-cattolica, pertanto in linea sia con l'uomo-regista, sia con la matrice socio-culturale dell'epoca. Lo spettatore può scegliere: credere al finale e continuare a sognare, oppure ripensare a come le cose vanno nella realtà, pur con la speranza però che la realtà possa cambiare.
La considerazione critica dell'opera di Capra quindi è cambiata a cominciare dai primi anni ottanta, con una serie di studi che ne hanno recuperato e riletto l'opera e soprattutto con il premio speciale alla carriera dell'American Film Institute.

## Influenze sul cinema successivo
Il cinema di Capra ha inciso così profondamente nell'immaginario collettivo, non solo americano, che di fatto è patrimonio condiviso di qualsiasi cineasta. Qui ci limitiamo a citare quei film che ne richiamano esplicitamente temi e forme.
La commedia fantastica degli anni ottanta, ad esempio, dimostra non pochi echi della poetica capriana: è il caso di Gremlins (1984) di Joe Dante o Ritorno al futuro (1985) di Robert Zemeckis; così come le commedie che mettono in scena il mondo della finanza, quali Una poltrona per due (1983) di John Landis, non smentiscono tale ascendenza che lo stile di Capra è stato capace di esercitare. Parimenteli, un'altra opera di quegli anni «alla quale non è estranea la lezione di Frank Capra» è Tucker, un uomo e il suo sogno di Francis Ford Coppola, il quale aveva offerto invano proprio a Capra di ricoprire il ruolo di produttore esecutivo.
C'è stato poi tra gli anni novanta e i primissimi anni duemila il caso d'un curioso revival del suo cinema: I soldi degli altri (1991) di Norman Jewison, Eroe per caso (1992) di Stephen Frears, Dave - Presidente per un giorno (1993) di Ivan Reitman, Mister Hula Hoop (1994) dei Fratelli Coen, Forrest Gump (1994) di Robert Zemeckis, Può succedere anche a te (1994) di Andrew Bergman, The Family Man (2000) di Brett Ratner e Mr. Deeds (2002) di Steven Brill, quest'ultimo tra l'altro un rifacimento abbastanza lampante d'uno dei suoi film più famosi, È arrivata la felicità (1936).

## Filmografia
- La grande sparata (The Strong Man) (1926)
- Le sue ultime mutandine (Long Pants) (1927)
- Per l'amore di Mike (For the Love of Mike) (1927)
- Quella certa cosa (That Certain Thing) (1928)
- Dunque è questo l'amore? (So This Is Love?) (1928)
- Il teatro di Minnie (The Matinée Idol) (1928)
- La maniera del forte (The Way of the Strong) (1928)
- Dillo con lo zibellino (Say It with Sables) (1928)
- Femmine del mare (Submarine) (1928)
- Il potere della stampa (The Power of the Press) (1928)
- La nuova generazione (The Younger Generation) (1929)
- L'affare Donovan (The Donovan Affair) (1929)
- Diavoli volanti (Flight) (1929)
- Femmine di lusso (Ladies of Leisure) (1930)
- Luci del circo (Rain or Shine) (1930)
- Dirigibile (Dirigible) (1931)
- La donna del miracolo (The Miracle Woman) (1931)
- La donna di platino (Platinum Blonde) (1931)
- Proibito (Forbidden) (1932)
- La follia della metropoli (American Madness) (1932)
- L'amaro tè del generale Yen (The Bitter Tea of General Yen) (1933)
- Signora per un giorno (Lady for a Day) (1933)
- Accadde una notte (It Happened One Night) (1934)
- Strettamente confidenziale (Broadway Bill) (1934)
- È arrivata la felicità (Mr. Deeds Goes to Town) (1936)
- Orizzonte perduto (Lost Horizon) (1937)
- L'eterna illusione (You Can't Take It with You) (1938)
- Mr. Smith va a Washington (Mr. Smith Goes to Washington) (1939)
- Arriva John Doe (Meet John Doe) (1941)
- Why We Fight (1942-1945)
- Arsenico e vecchi merletti (Arsenic and Old Lace) (1944)
- La vita è meravigliosa (It's a Wonderful Life) (1946)
- Lo stato dell'Unione (State of the Union) (1948)
- La gioia della vita (Riding High) (1950)
- È arrivato lo sposo (Here Comes the Groom) (1951)
- Un uomo da vendere (A Hole in the Head) (1959)
- Angeli con la pistola (Pocketful of Miracles) (1961)

## Riconoscimenti
- Premio Oscar

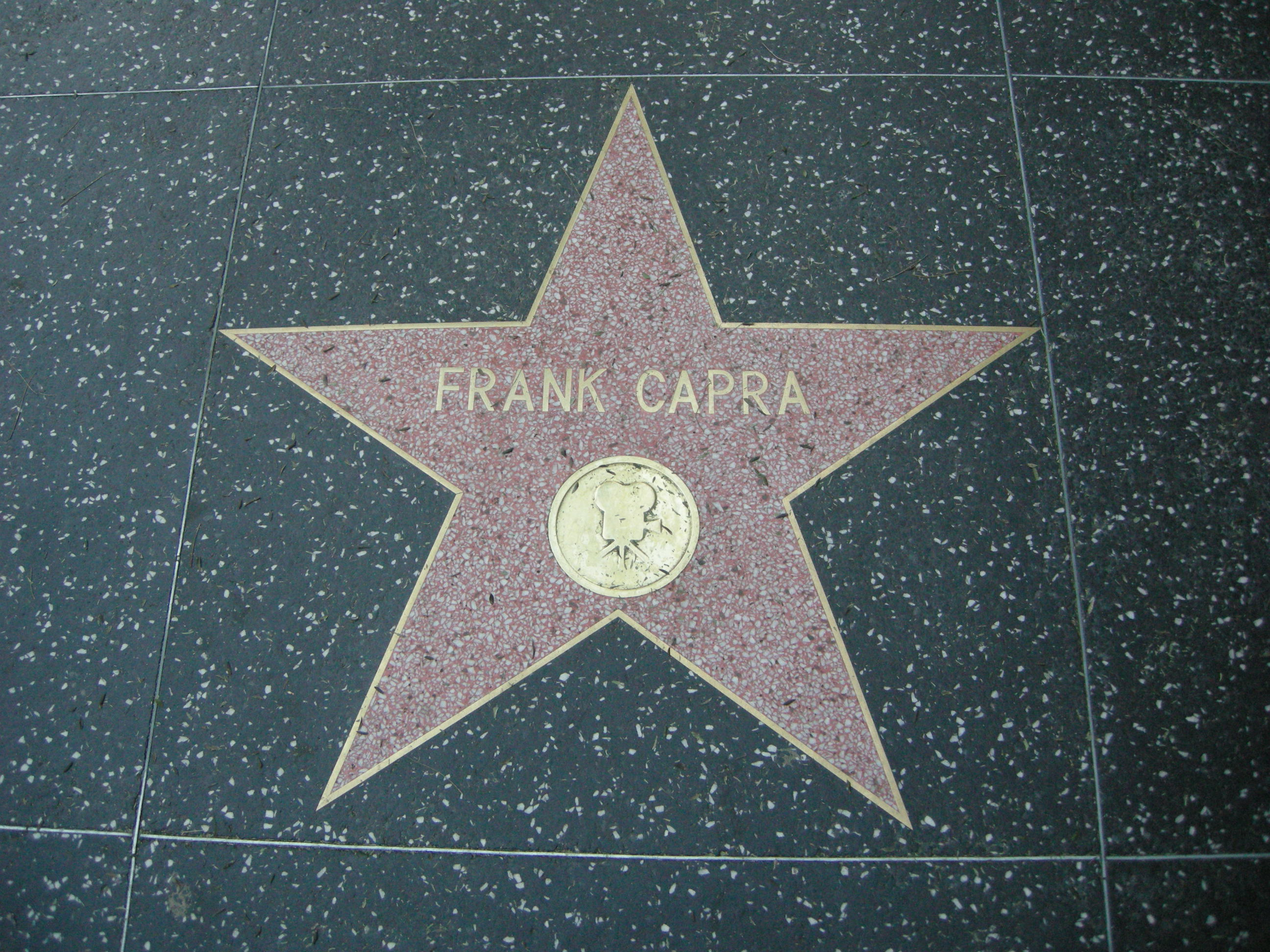
La stella di Frank Capra sulla Hollywood Walk of Fame

  - 1934 – Candidatura al miglior regista per Signora per un giorno[N 1]
  - 1935 – Miglior regista per Accadde una notte
  - 1937 – Miglior regista per È arrivata la felicità
  - 1939 – Miglior regista per L'eterna illusione
  - 1940 – Candidatura al miglior regista per Mr. Smith va a Washington
  - 1947 – Candidatura al miglior regista per La vita è meravigliosa

- Golden Globe
  - 1947 – Miglior regista per La vita è meravigliosa

- Mostra internazionale d'arte cinematografica
  - 1982 – Leone d'Oro alla carriera

- American Film Institute
  - 1982 – Life Achievement Award[N 2][39]

- National Board of Review Awards
  - 1934 – Miglior film per Accadde una notte
  - 1936 – Miglior film per È arrivata la felicità

- Hollywood Walk of Fame
  - 1960 – Cinema, 6614 Hollywood Blvd.

- National Film Registry
  - 1989 – Mr. Smith va a Washington
  - 1990 – La vita è meravigliosa
  - 1993 – Accadde una notte
  - 2000 – Why We Fight
  - 2005 – Il potere della stampa
  - 2007 – La grande sparata
  - 2016 – Orizzonte perduto

- AFI 100 Years... series
  - 1998 – AFI's 100 Years... 100 Movies
    - La vita è meravigliosa (n. 11)
    - Mr. Smith va a Washington (n. 29)
    - Accadde una notte (n. 35)

  - 2000 – AFI's 100 Years... 100 Laughs
    - Accadde una notte (n. 8)
    - Arsenico e vecchi merletti (n. 30)
    - È arrivata la felicità (n. 70)

  - 2002 – AFI's 100 Years... 100 Passions
    - La vita è meravigliosa (n. 8)
    - Accadde una notte (n. 38)

  - 2006 – AFI's 100 Years... 100 Cheers
    - La vita è meravigliosa (n. 1)
    - Mr. Smith va a Washington (n. 5)
    - Arriva John Doe (n. 49)
    - È arrivata la felicità (n. 83)

  - 2007 – AFI's 100 Years... 100 Movies (Decimo anniversario)
    - La vita è meravigliosa (n. 20)
    - Mr. Smith va a Washington (n. 26)
    - Accadde una notte (n. 46)

  - 2008 – AFI's 10 Top 10
    - Accadde una notte (n. 3 commedia romantica)
    - La vita è meravigliosa (n. 3 cinema fantastico)